# 学校法人拓殖大学
学校法人拓殖大学（がっこうほうじんたくしょくだいがく）は、日本の学校法人。
拓殖大学等の設置者。法人本部の所在地は東京都文京区小日向3-4-14の拓殖大学文京キャンパス内。

## 設置している大学、学校
- 拓殖大学
- 拓殖大学北海道短期大学
- 拓殖大学第一高等学校

## 過去、設置していた大学、学校
- 拓殖短期大学
- 拓殖大学日本語学校

## 創立
- 1900年（明治33年） 桂太郎によって前身の台湾協会学校が創立

※法人組織の発足、拓殖大学の設置ではないが、台湾協会学校の設立をもって法人、大学の創立とみなしている

## 歴史
- 1900年（明治33年）　前身の台湾協会学校創立
- 1922年（大正11年）　東洋協会大学の設立母体として学校法人拓殖大学の前身である、財団法人東洋協会大学を組織（法人組織の発足）
- 1949年（昭和24年）　学制改革に伴い学校法人紅陵大学発足
- 1950年（昭和25年）　拓殖大学第一高等学校・拓殖短期大学（経営科・貿易科）を設置
- 1952年（昭和27年）　再び名称を学校法人拓殖大学に戻す。
- 1966年（昭和41年）　北海道拓殖短期大学（現：拓殖大学北海道短期大学）を設置
- 2000年（平成12年）　創立100周年を迎える。拓大創立100周年記念式典は、明仁天皇・皇后美智子（いずれも当時）の臨席の下、執り行われた。

## 拓殖大学総長

### 概要
学校法人の責任者である理事長職とは別に教学上の責任者として拓殖大学学長、拓殖大学北海道短期大学学長、拓殖大学第一高等学校校長の上に総長職がおかれている。2021年（令和3年）3月31日をもって総長の役職は廃止された。

### 表彰
拓殖大学の文化祭である紅陵祭の学内優勝団体と同じく文化祭である語劇祭の学内優勝団体、同大学雄弁会主催の弁論大会である拓殖大学総長杯争奪全日本学生雄弁大会の優勝大学（優勝弁士の所属大学）には拓殖大学総長杯が授与される。

### 歴代総長一覧
| 代     | 職名               | 氏名         | 就任時期        | 略歴                           |
| ------ | ------------------ | ------------ | --------------- | ------------------------------ |
| 初代   | 校長               | 桂太郎       | 1900年 - 1912年 | 内閣総理大臣、元老、陸軍大将   |
| 第2代  | 学長               | 小松原英太郎 | 1912年 - 1919年 | 国務大臣                       |
| 第3代  | 学長               | 後藤新平     | 1919年 - 1929年 | 帝都復興院総裁                 |
| 第4代  | 学長               | 永田秀次郎   | 1929年 - 1943年 | 拓務大臣                       |
| 第5代  | 学長               | 宇垣一成     | 1944年 - 1945年 | 陸軍大臣、陸軍大将             |
| 第6代  | 学長・理事長       | 下村宏       | 1945年 - 1946年 | 国務大臣                       |
| 第7代  | 総長・理事長       | 高垣寅次郎   | 1946年 - 1952年 | 成城学園名誉学園長             |
| 第8代  | 総長・理事長       | 鈴木憲久     | 1952年 - 1953年 | 時事新報論説委員               |
| 第9代  | 総長               | 八田嘉明     | 1953年 - 1955年 | 商工大臣                       |
| 第10代 | 総長               | 矢部貞治     | 1955年 - 1964年 | 東京大学教授                   |
| 第11代 | 総長               | 安東義良     | 1964年 - 1967年 | ブラジル大使、衆議院議員       |
| 第12代 | 総長・理事長       | 中曽根康弘   | 1967年 - 1971年 | 内閣総理大臣、大勲位           |
| 第13代 | 総長               | 豊田悌助     | 1971年 - 1978年 | 拓殖大学学長                   |
| 第14代 | 総長・理事長・学長 | 高瀬侍郎     | 1979年 - 1991年 | スリランカ・ビルマ大使         |
| 第15代 | 総長               | 小村康一     | 1991年 - 1995年 | チリ・ブラジル大使             |
| 第16代 | 総長               | 小田村四郎   | 1995年 - 2003年 | 行政管理庁事務次官             |
| 第17代 | 総長･理事長        | 藤渡辰信     | 2003年 - 2011年 | 学校法人拓殖大学理事・事務局長 |
| 第18代 | 総長･学長          | 渡辺利夫     | 2011年 - 2015年 | 学校法人拓殖大学理事・学長     |
| 第19代 | 総長               | 森本敏       | 2016年 - 2021年 | 防衛大臣                       |

※総長事務取扱は含まない

## 外郭団体等
- 係属の学校法人に学校法人紅陵学院があり、志学館中等部・高等部、拓殖大学紅陵高等学校を設置している。
- 外郭団体に同窓会組織の拓殖大学学友会があり親睦を厚くするとともに大学、学生諸活動を支援している。
- 外郭団体に拓殖大学後援会があり、同法人を支援している。会長は阿南惟正。
- 関連企業に学校法人拓殖大学が100パーセント出資する拓殖大学の発展と大学での事業展開を目的にした株式会社紅陵企画がある。